# Instituto Cartográfico y Geológico de Cataluña
El Instituto Cartográfico y Geológico de Cataluña es un organismo público de Cataluña cuyas funciones están relacionadas con el ejercicio de las competencias sobre geodesia y cartografía, y sobre la infraestructura de datos espaciales, los cuales representan información sobre la localización física y la forma de objetos geométricos, sean ubicaciones de un punto u objetos más complejos como países, carreteras o lagos, y también las de impulsar y llevar a cabo las actuaciones relativas al conocimiento, la prospección y la información sobre el suelo y el subsuelo, en los términos establecidos por la Ley 16/2005, de 27 de diciembre, de la información geográfica y del Instituto Cartográfico de Cataluña, y por la Ley 19/2005, de 27 de diciembre, del Instituto Geológico de Cataluña.
El ICGC es una entidad de derecho público con personalidad jurídica propia, autonomía administrativa, técnica y económica y plena capacidad de obrar para el ejercicio de sus funciones.

## Historia
El Instituto Cartográfico y Geológico de Cataluña entra en funcionamiento el 1 de febrero de 2014, implicando, automáticamente la disolución del instituto Cartográfico de Cataluña (Institut Cartogràfic de Catalunya) y del Instituto Geológico de Cataluña (Institut Geològic de Catalunya), así como la asunción de sus competencias.
En 1915 se ponía en marcha el Servei del mapa Geogràfic de Catalunya. Era la primera vez que Cataluña contaba con un organismo oficial y público encargado de la cartografía que, hasta entonces, se encargaba de forma externa. Este organismo se creó con la intención de cartografíar el territorio catalán. En un primer momento, aquel organismo dependió de la Diputación de Barcelona, pero muy pronto, en 1919, se traspasó a la Mancomunidad de Cataluña.
En 1916, nació el Servicio Geológico de Cataluña (Servei Geològic de Catalunya, SGC) con la misión de encargarse de los trabajos de campo indispensables para la elaboración del mapa de Cataluña y continuar los trabajos geológicos por toda la región. El Servicio duró hasta 1925, en que fue suprimido junto con la Mancomunidad por la dictadura de Primo de Rivera.
En 1978 se creó el Servicio Cartográfico de Cataluña, y en 1979 se creó de nuevo el Servicio Geológico de Cataluña. En 1982, el primero fue sustituido por el Instituto Cartográfico de Cataluña, y el segundo asumió las funciones del Servicio de Sismología de Cataluña, creado en 1981.
En 2005, después del hundimiento del Carmelo, el Parlamento de Cataluña le dio al Instituto de Geología personalidad jurídica propia y plena capacidad de obrar para ejercer sus funciones.
Finalmente, en 2014, el Instituto Cartográfico y Geológico de Cataluña (Institut Cartogràfic i Geològic de Catalunya, ICGC), asume las funciones de ambos organismos.